# Here We Go Again (álbum)
Here We Go Again é o segundo álbum de estúdio gravado por Demi Lovato, lançado em 21 de julho de 2009 através da editora discográfica Hollywood. As sessões de composição para o disco foram realizadas em janeiro de 2009 e duraram apenas duas semanas; suas gravações começaram em abril do mesmo ano. Lovato colaborou com compositores como John Mayer, Jon McLaughlin, John Fields, Toby Gad e Nick Jonas na produção dos temas, que possuem como base sonora o pop rock, além de algumas faixas com influência do synthpop e do R&B. A temática lírica gira em torno de temas como relacionamentos, estes vividos por sua intérprete. Segundo Lovato, Here We Go Again possui um estilo bem mais pessoal que seu antecessor, uma vez que nele não houve uma influência tão forte dos compositores convidados.
Logo após seu lançamento, o álbum registrou uma recepção positiva tanto por parte da crítica quanto por parte do público. No agregador de resenhas Metacritic, Here We Go Again registrou uma média de aprovação de 65 pontos em 100, baseados em 6 avaliações recolhidas. Comercialmente, o álbum também se desempenhou de forma positiva. Nos Estados Unidos, ele estreou no 1º lugar da lista oficial dos discos mais vendidos, a Billboard 200, graças as vendas de 108 mil cópias em seus sete primeiros dias de comercialização. Sucesso semelhante foi registrado em alguns países no mercado internacional, como Argentina, Canadá, Grécia, Nova Zelândia e Brasil. Neste último, atingiu a 20ª posição da tabela publicada pela Associação Brasileira dos Produtores de Discos (ABPD), o que algum tempo depois rendeu-lhe um disco de ouro, emitido pela excedência de um total de 30 mil cópias distribuídas.
Para divulgar a obra, Lovato realizou uma turnê de verão nos Estados Unidos. Mais tarde, esteve em diversos programas de televisão britânicos e fez uma pequena excursão promocional na América Latina. Como parte dessa divulgação, foram lançados os singles "Here We Go Again" e "Remember December". O primeiro atingiu a posição de número 15 na tabela musical Billboard Hot 100, além de realizar aparições nas paradas do Canadá e da Nova Zelândia. O segundo teve como posição máxima o número 80 da UK Singles Chart. Como parte do reconhecimento do trabalho de Lovato, o álbum e a canção "Catch Me" foram indicados às categorias "Album – Pop" e "Love Song" durante os Teen Choice Awards de 2010.

## Antecedentes
Lovato assinou contrato com o Disney Channel após uma audição livre em sua cidade natal, Dallas, no Texas, e fez sua estreia na microssérie As the Bell Rings em 2007. Posteriormente, fez uma audição para um papel na série de televisão Jonas, mas não passou. Como alternativa, foi-lhe dado o papel principal no musical Camp Rock depois de apresentar-se para os executivos do canal. No mesmo dia, fez um teste para um papel no seriado Sonny with a Chance, que também recebeu. Demi alistou os Jonas Brothers, companheiros de elenco em Camp Rock, para trabalhar em seu primeiro álbum de estúdio, Don't Forget. A composição do álbum começou durante as filmagens do filme e continuou na turnê de primavera de 2008 da banda, Look Me in the Eyes. Lovato queria estabilizar-se como artista a partir do disco, substituindo sua imagem anterior, muito ligada ao filme Camp Rock." Em entrevistas, disse que seu objetivo era se divertir, e que abordaria temas mais maduros no seu segundo trabalho. Seu primeiro disco chegou às lojas em setembro de 2008 e estreou na segunda posição da tabela Billboard 200. Lovato comentou a experiência, dizendo que "foi tipo, ok, você conseguiu. Você não está mais tendo sucesso porque fez um filme com os Jonas Brothers. As pessoas compraram suas músicas." Mais tarde, em fevereiro de 2009, a sitcom Sonny with a Chance, estreou no canal da Disney. Don't Forget foi certificado ouro pela RIAA e gerou dois singles, "Get Back" e "La La Land".
Antes do lançamento de Here We Go Again, Lovato declarou que ele teria "um som diferente" em relação ao seu seu álbum de estreia. Disse que, em contraste com as influências pop rock de Don't Forget, este teria mais "canções ao estilo de John Mayer" e que ela estava feliz por poder escrever com pessoas como ele. Dentre as inspirações musicais para o trabalho estão, além de Mayer, Jon McLaughlin e William Beckett. Lovato divulgou sua então nova música, "Here We Go Again" na Summer Tour 2009, iniciada dois dias antes do lançamento da música como single de avanço do disco. O título do disco foi anunciado pela artista no final de março de 2009, através de sua conta oficial no Twitter. Foi também divulgada através do Twitter a capa do álbum, em 5 de junho de 2009. A imagem foi fotografada por Sheryl Nields e os créditos do design vão para Gavin Taylor. A lista de faixas primeiramente propagada do álbum tinha diversas diferenças da lançada. Na primeira, "Everything You're Not" não estava presente, além de conter as canções "For the Love of a Daughter" e "Shut Up and Love Me". Quando lhe questionaram o motivo da retirada da primeira, uma música escrita sobre sua relação com seu pai biológico, Lovato respondeu: "Na época que refleti sobre isto, percebi que não gostaria desse assunto sendo falado na casa de outra pessoa, com sete anos de idade e sua mãe." Outra composição, intitulada "Love Is the Answer" e elaborada com Mayer para o projeto, também foi retirada — inclusive da primeira listagem de conteúdo — por motivos desconhecidos.

## Produção

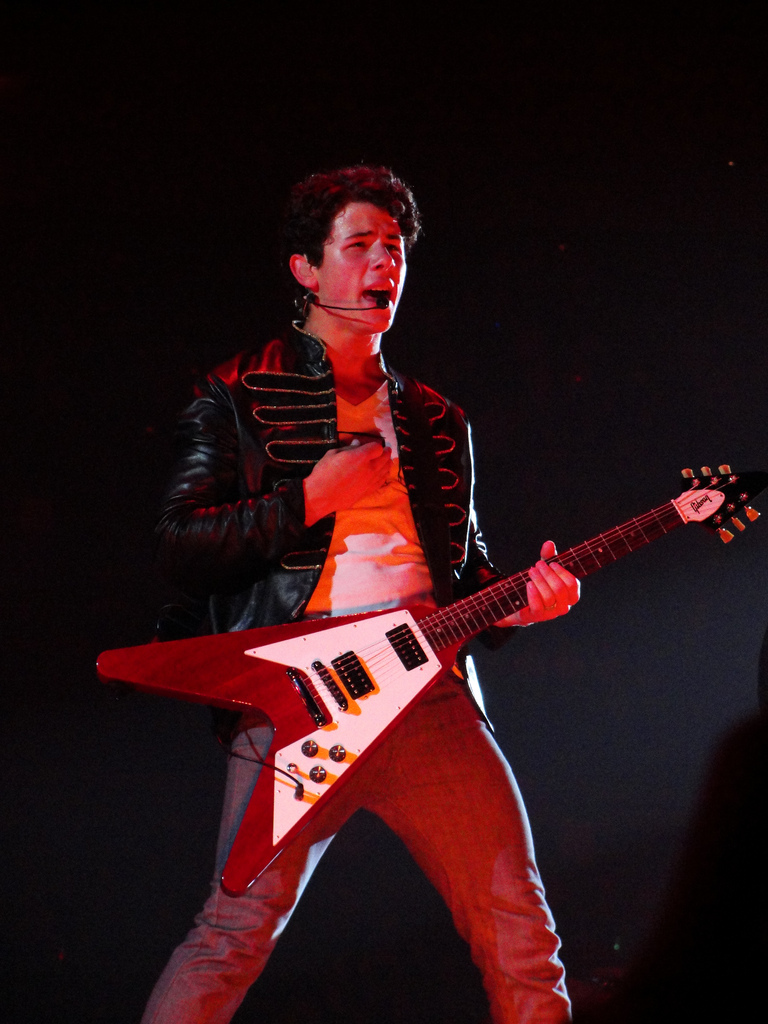
Apesar de Lovato não trabalhar com os Jonas Brothers em Here We Go Again com o objetivo de ter novos estilos no álbum, um dos integrantes da banda, Nick Jonas (foto), participou da composição de uma de suas faixas.

Após o término das sessões de escrita feitas em janeiro de 2009, Lovato começou a gravar e a compor canções com o músico Jon McLaughlin e o vocalista da banda The Academy Is..., William Beckett, ambos compatriotas, em abril do mesmo ano, depois de terminar as filmagens da primeira temporada de Sonny with a Chance, série original do Disney Channel, na qual interpretava a personagem principal. De acordo com Demi, o processo de composição foi finalizado em duas semanas, destacando que "basicamente eu dediquei meu tempo inteiro ao álbum". Ao contrário do Don't Forget, Lovato não trabalhou com os membros do trio Jonas Brothers em Here We Go Again, exceto pela participação de Nick Jonas na composição de "Stop the World". Lovato buscava, a partir disso, entender como seria o seu som sem a participação do grupo: "Eles eram as únicas pessoas com quem já havia escrito. Quando compus com pessoas diferentes, quis seguir em frente com isto", disse, em entrevista ao jornal Daily News. Também comentou que seu álbum de estreia fora "muito Jonas" e que Here We Go Again é "um pouco mais do que está vindo do meu coração. É mais de mim". A maioria das faixas do disco foram produzidas por John Fields, que também trabalhou com Lovato em Don't Forget. Algumas outras canções foram produzidas por SuperSpy, Gary Clark, Andy Dodd e Adam Watts. "Catch Me" é a única música cuja composição é creditada apenas a Lovato. Em uma entrevista para o periódico The New York Times, notou que a escreveu só em seu quarto e que significa mais do que qualquer outro número do disco para si.

"Eu fiquei completamente chocada [que ele disse 'sim']. Foi mais do que um sonho. Nunca pensei que o sonho se tornaria realidade, mas foi o que aconteceu. Ele estava dando uma oportunidade para trabalhar com alguém mais jovem no reino pop."

— Demi Lovato sobre John Mayer ter aceitado seu convite de trabalharem juntos.
Como queria ter no trabalho "canções do tipo John Mayer", a cantora contatou o agente do cantor, com o objetivo de colaborar consigo no projeto, citando-o como uma das suas maiores influências musicais; Mayer aceitou o convite. Os dois escreveram três canções juntos: "World of Chances", "Love Is the Answer" e "Shut Up and Love Me". Lovato comentou que foi intimidante cooperar com o profissional, já que preocupava-se com a opinião do colega a respeito de sua produção lírica. Das três, a primeira foi a única faixa a ser foi incluída na lista final do álbum. "World of Chances" foi inspirada pelas primeiras experiências amorosas vividas por Lovato. "Eu me apaixonei e tive meu coração partido. Nunca havia me enamorado antes, então foi interessante", comentou.
A composição de "For the Love of a Daughter" foi realizada em conjunto com William Beckett. Apesar de não planejar escrever nenhuma canção pessoal, uma longa conversa entre os dois resultou na citada anteriormente, que é sobre o relacionamento entre Lovato e seu pai biológico, que deixou a família quando tinha dez anos de idade. Demi justificou o fato de não ter lançado a canção antes dizendo que "quando eu estava no Disney Channel, não queria que os responsáveis tivessem de explicar a profundidade da letra para as crianças". A faixa foi incluída no sucessor de Here We Go Again, Unbroken, após deixar o canal infanto-juvenil. Além da incluída em Unbroken, outras músicas "emocionais" foram retiradas do álbum. Em 2011, uma prévia de 16 segundos de "Shut Up and Love Me" foi publicada na internet, e, no ano seguinte, a edição final desta e a versão original de "For the Love of a Daughter" vazaram.

## Música
Here We Go Again explora um som mais maduro do que Don't Forget, com Lovato descrevendo o projeto como "mais descontraído e maduro" e com uma "borda emotiva". As letras são mais pessoais do que as do seu álbum de estreia, no qual a maioria das faixas foram inspiradas por suas experiências amorosas e mágoas. O disco, segundo Demi, não possui um tema específico, uma vez que desejava que as composições "fossem mais maduras" e mais suas. Musicalmente, Here We Go Again deriva principalmente dos gêneros do pop rock e do power pop, além de conter influências do teen-pop. O disco inicia com sua faixa-título; a letra da canção narra um eu lírico em uma relação com um rapaz indeciso, cantando que algo sobre si é viciante. "Solo", segunda faixa, foi co-escrita por Lovato e produzida por John Fields. Seu tema é o de respeitar a si mesmo. "U Got Nothing on Me" possui influências do glam metal dos anos 80.
"Falling Over Me" foi composta por Lovato e Jon McLaughlin, com os créditos de produção atribuídos a Fields. Sua poesia mostra Lovato rezando para seu amado notar seu afeto. Margaret Wappler, do Los Angeles Times, avaliou os vocais presentes na faixa, dizendo que eles se equilibram entre delicadeza e força. Na quinta música, "Quiet", narra-se uma ânsia por um avanço de diálogo em um relacionamento estranho. "Catch Me" é uma balada acústica com uma produção despojada, escrita por Lovato somente. Trata do medo de "baixar a guarda" em um envolvimento pessoal e se decepcionar. A sétima faixa, "Every Time You Lie", possui inspirações de jazz e uma "energia dos anos 70". "Got Dynamite" foi escrita por Gary Clark, E. Kidd Bogart, e Victoria Horn. A canção apresenta uso de sintetizadores e tem características do gênero pop punk. A canção usa "metáforas violentas" em um convite a "quebrar as defesas" de Lovato, com versos como "Faça o login e venha me hackear" e "Chute as minhas defesas sem medo". O tema foi bem recebido pelos críticos.
A nona faixa, "Stop the World", foi co-escrita por Lovato e Nick Jonas e é a respeito se apaixonar por alguém, porém "as pessoas não querem ver vocês juntos". A música inclui ainda uma referência ao casal de criminosos Bonnie and Clyde: "Como Bonnie e Clyde, vamos encontrar uma saída." Demi escreveu a décima faixa do álbum, "World of Chances", com John Mayer. Allison Stewart, crítico do The Washington Post, disse que a balada mostra o "grão duro" de sua voz. "Remember December" afasta-se do som pop rock da cantora, para o power pop e o synthpop com "uma pitada de electro". Lovato comenta que a faixa possui "um som diferente de um monte de canções minhas. Me identifiquei mais consigo do que com outras faixas, me divirto muito consigo. [...] Eu estava muito animada quando a ouvi pela primeira vez, porque é o epítome de onde eu quero ir no futuro". Na canção, relembra-se de um romance de inverno e fala-se dos bons momentos passados no início da relação. "Everything You're Not" foi co-escrita por Toby Gad, Lindy Robbins e Lovato. A sua letra é sobre respeito. A primeira faixa bônus de Here We Go Again, "Gift of a Friend", foi escrita e produzida por Adam Watts e Andy Dodd. Seu assunto é o de não ser capaz de "perseguir nossas aspirações ou lidar com decepções sem um amigo". A segunda canção extra, "So Far So Great", foi escrita e produzida por Aris Archontis, Jeannie Lurie e Chen Neeman. A canção de power pop é sobre seguir seus sonhos.

## Recepção da crítica
| Críticas profissionais | Críticas profissionais |
| Pontuações agregadas   | Pontuações agregadas   |
| Fonte                  | Avaliação              |
| ---------------------- | ---------------------- |
| Metacritic             | 65/100                 |
| Avaliações da crítica  |                        |
| Fonte                  | Avaliação              |
| Allmusic               | [ 35 ]                 |
| Billboard              | 62/100                 |
| Entertainment Weekly   | B-                     |
| Los Angeles Times      | [ 36 ]                 |
| Metro News             | [ 42 ]                 |
| PopMatters             | [ 32 ]                 |
| Rolling Stone          | [ 43 ]                 |
| Trash Lounge           | [ 33 ]                 |
| Washington Post        | positiva               |

A recepção da crítica para o álbum foi positiva: o portal Metacritic, que estabelece uma pontuação de zero até cem a partir de comentários recolhidos, calculou uma média de 65, o que indicaria "resenhas geralmente favoráveis". Stephen Thomas Erlewine, do Allmusic, disse que o álbum não é tão divertido quanto o anterior, Don't Forget, mas elogiou "Here We Go Again", "Solo", "Remember December" e "So Far So Great" como pontos altos, por "combinarem idealmente com a energia e espírito adolescente de Lovato, enquanto permanecem as suas qualidades mais apeladoras". Na revista Billboard, Kerri Mason elogiou o disco por não contar com excesso de produção, comparado com os outros artistas do Disney Channel, e chamou Lovato de "um talento natural que pode realmente ir embora antes de crescer demais para a Disney". Jeff Miers, redator do The Buffalo News, disse que uma das características que fazem Here We Go Again atraente é o fato de que Demi tem talento vocal — fazendo uma comparação com outras cantoras da Disney — e a falta da edição de seu vocal em estúdio. Ainda segundo ele, oferece o que o público jovem deseja, teen-pop. Cody Miller, do PopMatters, escreveu em sua resenha que Lovato desejaria ser como Kelly Clarkson, comparando a faixa-título do álbum com "Since U Been Gone" e o título de "Remember December" com o do álbum My December.
Simon Vozick-Levinson, da Entertainment Weekly, escreveu que "a maioria das faixas são padrão do pop rock, controladas por Lovato com absoluta competência" e aprovou as canções mais voltadas para o rock, como "Got Dynamite", dizendo que elas sugerem "uma direção em que ela deve se estabelecer nos anos que estão para chegar". Margaret Wappler escreveu no Los Angeles Times que "na maior parte do álbum, Lovato conduz um brilhante e triste papel de menina ingênua usando saltos altos, que não tem medo de se expor, principalmente depois de um bom choro", chamando o trabalho de "consistente". Na versão canadense do Metro News, Bryan Borzykowsky comentou que Here We Go Again é "exatamente o que você esperaria de uma queridinha da Disney — é vibrante, contagiante e voltado para garotas de quatorze anos de idade"; ele concluiu relatando que "este não é um disco ruim. É cheio de ritmos grudentos de rock e a voz de Lovato é forte. Ela tem um futuro brilhante, assim que se livrar das algemas do Mickey".
O crítico Caryn Ganz, da Rolling Stone, escreveu que a faixa de soul "Every Time You Lie" lhe lembrava a cantora galesa Duffy. Na página britânica Trash Lounge, Shaun Kitchener disse que o álbum o fez sentir "como se Lovato tivesse pulado do bote da Disney para dentro do mar da genialidade musical, mas ainda tivesse ficado presa por uma corda de segurança pelo medo de se afogar". Kitchener chamou "Catch Me" de "maravilhosa", dizendo que Demi "merece ser reconhecida por essa faixa, e não apenas pelos vocais — ela é a única compositora creditada por essa canção também", mas descreveu "Falling Over Me" como "realmente entediante". Ele finalizou sua resenha notando que "[Lovato] ainda não alcançou a perfeição, mas esse é, ao menos, o melhor álbum já lançado por uma nova revelação da Disney. Não diga à Miley". No Washington Post, Allison Stewart chamou o disco de "inteligente, animado e trabalhado", afirmando que Demi está "distante e perfeita", e que faixas como "Every Time You Lie" e "World of Chances" são "sinais que apontam para um carreira bem mais interessante". Em dezembro de 2009, a página musical Allmusic classificou Here We Go Again como um dos melhores álbuns de música pop do ano. Em 2010, o álbum foi indicado na categoria "Album – Pop" na premiação Teen Choice Awards, além de uma de suas faixas, "Catch Me", receber uma indicação para "Love Song".

## Divulgação

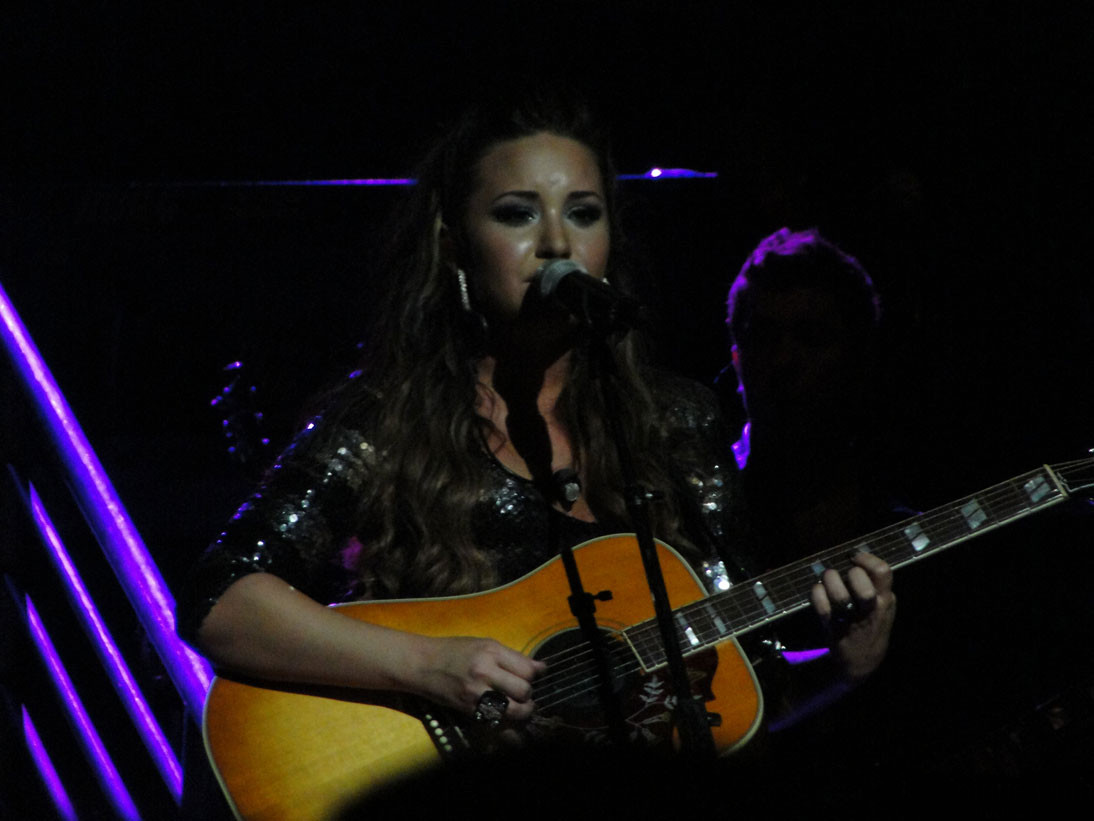
Lovato apresentando "Catch Me" no Club Nokia de Los Angeles, Califórnia em 23 de setembro de 2011, durante a A Special Night with Demi Lovato.

Em 17 de julho de 2009, Demi Lovato fez uma participação no The Tonight Show with Conan O'Brien, onde apresentou a faixa-título do álbum. A Rádio Disney fez a estreia mundial de Here We Go Again no dia seguinte, durante o programa Planet Premiere, no qual Lovato foi entrevistada por Ernest "Ernie D" Martinez. O álbum foi reexecutado completamente na estação de rádio no dia consecutivo e liberado para transmissão na página da companhia de 18 a 24 de julho de 2009. Em 23 de julho, interpretou novamente "Here We Go Again", juntamente com "Catch Me" no Good Morning America, concertando mais tarde somente a primeira canção mencionada no Late Night with Jimmy Fallon e no The View na mesma data. Para divulgar o lançamento britânico do disco, fez aparições no BBC Switch e entrou na sua conta do Habbo Hotel para falar com seus fãs locais em janeiro de 2010. Mais tarde, fez uma apresentação de "Remember December" no The Alan Titchmarsh Show em 29 de janeiro de 2010. A jovem também foi entrevistada em vários programas de televisão britânicos, entre eles Blue Peter, Daily Fix Chart Show, Live from Studio Five, Freshly Squeezed e T4.
Para promover o antecessor Don't Forget e Here We Go Again, Demi embarcou na Summer Tour 2009, que iniciou em 21 de junho de 2009 em Hartford, Connecticut. A turnê conteve faixas dos dois álbuns em seu repertório; do Here We Go Again estavam contidas músicas como "Remember December", "Stop the World" e "U Got Nothing on Me". O cantor norte-americano David Archuleta abriu os eventos, porém em datas selecionadas Jordan Pruitt e KSM ficaram em seu lugar. A participação de Archuleta havia sido confirmada por Lovato através do Myspace. Os ingressos da excursão musical foram liberados para venda em 25 de abril de 2009, porém antes uma pré-venda foi feita através do fã-clube oficial. A turnê foi produzida pela AEG Live e patrocinada pela AT&T e pela Choice Hotels. Em 2010, Demi realizou uma pequena digressão na América Latina, a South American Tour 2010, também apresentando faixas dos dois trabalhos. Apresentou-se, ainda, com faixas dos dois álbuns e do sucessor  Unbroken durante a prévia da turnê em promoção do citado, nomeada de An Evening with Demi Lovato, em Los Angeles e Nova York.

## Singles
A primeira canção do Here We Go Again lançada como single foi sua faixa-título. Foi composta por Mher Filian, Isaac Hasson e Lindy Robbins, sendo uma das três músicas do álbum, contando com as composições bônus, que não foi escrita ou co-escrita por Lovato; sua produção ficou encarregada pelo grupo SuperSpy. O single foi disponibilizado para download digital em 23 de junho de 2009 e alcançou a décima quinta posição na tabela musical Billboard Hot 100 e a sexta na Digital Songs, ambas listas dos Estados Unidos. Atingiu os 38° e 61° lugares no Canadá e na Nova Zelândia, respectivamente. Seu videoclipe acompanhante foi dirigido por The Malloys e gravado no dia 8 de junho de 2009, em Los Angeles, com participação de fãs de Demi. "Gift of a Friend", faixa extra do disco, foi distribuída como um single promocional do filme Tinker Bell and the Lost Treasure, por fazer parte de sua trilha sonora. Foi composta por Lovato com Andy Dodd e Adam Watts. Seu vídeo mostra Lovato em um bosque e conta com trechos de várias cenas do longa-metragem.
O segundo single oficial foi "Remember December", disponibilizado comercialmente em 18 de janeiro de 2010 na Europa apenas. Ficou no octogésimo posto da UK Singles Chart, classificação musical britânica publicada pela The Official Charts Company e na trigésima quinta posição na Top 100 Argentina, tabela publicada pela Cámara Argentina de Productores de Fonogramas y Videogramas. A canção foi composta por Lovato, Anne Preven e John Fields, que a produziu. Seu videoclipe foi filmado em 26 de outubro de 2009, com a direção de Tim Wheeler, e lançado em 12 de novembro seguinte, através da conta da artista no Twitter. O vídeo conta com a participação de Meaghan Jette Martin, Anna Maria Perez de Tagle e Chloe Bridges, também parte do elenco de Camp Rock e Camp Rock 2: The Final Jam. Lovato o descreveu como sendo "diferente de qualquer vídeo que já filmou". A crítica considerou que a faixa é "carente de ideias originais" e possui palavras repetitivas.

## Faixas
Here We Go Again possui doze faixas em sua edição padrão, além de duas faixas bônus: "Gift of a Friend", da trilha sonora do filme Tinker Bell and the Lost Treasure, e "So Far So Great", da trilha sonora de Sonny with a Chance. Uma edição especial do disco foi lançada apenas no Brasil e na Colômbia. No primeiro país mencionado, foi liberada em 18 de maio de 2010. Esta versão contém o CD e um DVD com uma apresentação de Lovato na Wembley Arena de Londres.
| Edição padrão |                         |                                             |              |         |  |
| N.º           | Título                  | Compositor(es)                              | Produtor(es) | Duração |  |
| 1.            | "Here We Go Again"      | Isaac Hasson, Lindy Robbins, Mher Filian    | SuperSpy     | 3:45    |  |
| 2.            | "Solo"                  | Demi Lovato, Scott Cutler, Anne Preven      | John Fields  | 3:15    |  |
| 3.            | "U Got Nothin' on Me"   | Lovato, Hasson, Filian                      | SuperSpy     | 3:38    |  |
| 4.            | "Falling Over Me"       | Lovato, Fields, Jon McLaughlin              | Fields       | 4:06    |  |
| 5.            | "Quiet"                 | Lovato, Cutler, Preven                      | Fields       | 2:45    |  |
| 6.            | "Catch Me"              | Lovato                                      | Fields       | 3:10    |  |
| 7.            | "Every Time You Lie"    | Lovato, Fields, McLaughlin                  | Fields       | 3:44    |  |
| 8.            | "Got Dynamite"          | Gary Clark, Evan Kidd Bogart, Victoria Horn | Clark        | 3:24    |  |
| 9.            | "Stop the World"        | Lovato, Nick Jonas Patrick James Bianco     | Fields       | 3:33    |  |
| 10.           | "World of Chances"      | Lovato, John Mayer                          | Fields       | 2:50    |  |
| 11.           | "Remember December"     | Lovato, Fields, Preven                      | Fields       | 3:11    |  |
| 12.           | "Everything You're Not" | Lovato, Robbins, Toby Gad                   | Fields       | 3:43    |  |

| Faixas bônus |                                                                 |                                            |                          |         |  |
| N.º          | Título                                                          | Compositor(es)                             | Produtor(es)             | Duração |  |
| 13.          | "Gift of a Friend" (do filme Tinker Bell and the Lost Treasure) | Adam Watts, Andy Dodd, Lovato              | Dodd, Watts              | 3:25    |  |
| 14.          | "So Far So Great" (tema da série Sonny with a Chance)           | Aris Archontis, Jeannie Lurie, Chen Neeman | Archontis, Neeman, Lurie | 2:14    |  |

| Faixas bônus europeias |                |                        |         |  |
| N.º                    | Título         | Compositor(es)         | Duração |  |
| 15.                    | "Don't Forget" | Lovato, Jonas Brothers | 3:43    |  |
| 16.                    | "La La Land"   | Lovato, Jonas Brothers | 3:16    |  |

| Faixa bônus japonesa |                                            |         |  |
| N.º                  | Título                                     | Duração |  |
| 15.                  | "Here We Go Again (Sunset in Ibiza Remix)" | 4:23    |  |

| DVD |                      |         |  |
| N.º | Título               | Duração |  |
| 1.  | "La La Land"         |         |  |
| 2.  | "Get Back"           |         |  |
| 3.  | "Don't Forget"       |         |  |
| 4.  | "Here We Go Again"   |         |  |
| 5.  | "Trainwreck"         |         |  |
| 6.  | "Until You're Mine"  |         |  |
| 7.  | "Two Worlds Collide" |         |  |
| 8.  | "Remember December"  |         |  |
| 9.  | "Party"              |         |  |

## Desempenho nas tabelas musicais
Here We Go Again fez a sua estreia nas tabelas musicais através da Billboard 200 no número um da edição de 8 de agosto de 2009 com 108 mil cópias vendidas, de acordo com a Nielsen SoundScan. Até novembro de 2012, havia vendido 479 mil cópias no país. O disco debutou na quinta posição da Canadian Albums Chart. No final de agosto, entrou nos décimo e quadragésimo lugares das paradas australiana e neozelandesa publicadas pelas Australian Recording Industry Association e Recording Industry Association of New Zealand, respectivamente. O projeto alcançou a 25ª colocação da classificação da Asociación Mexicana de Productores de Fonogramas y Videogramas, enquanto esteve na 35ª da empresa Productores de Musica de España. Na sua primeira semana na Federazione Industria Musicale Italiana, chegou ao chegou no 96° valor da sua compilação. No final de 2009, foi divulgado como o 109° trabalho musical mais vendido do ano nos Estados Unidos. Em 2010, teve pico de número cinco na Grécia pela Federação Internacional da Indústria Fonográfica, de 141 no Japão pela lista Oricon e de 199 no Reino Unido pela UK Albums Chart. A sua edição especial concebeu a vigésima situação da CD - TOP 20 Semanal da Associação Brasileira dos Produtores de Discos, que certificou Here We Go Again como disco de ouro. Essa mesma edição estreou como o quinto DVD mais vendido da semana no Brasil, e, mais tarde, alcançou a primeira posição. Em 2011, na região belga de Flandres, o álbum desempenhou-se no 88° posto da tabela Ultratop.
| Tabela musical (2009)                                         | Melhor posição |
| ------------------------------------------------------------- | -------------- |
| Argentina - CAPIF                                             | 10             |
| Austrália - ARIA Charts                                       | 40             |
| Bélgica (Flandres) - Ultratop                                 | 88             |
| Brasil - Top 20 ABPD                                          | 20             |
| Canadá - Canadian Albums Chart                                | 5              |
| Espanha - Productores de Musica de España                     | 35             |
| Estados Unidos - Billboard 200                                | 1              |
| Grécia - Greek Albums Chart                                   | 5              |
| México - AMPROFON                                             | 25             |
| Nova Zelândia - Recording Industry Association of New Zealand | 10             |

| País           | Associação | Certificação | Vendas   |
| -------------- | ---------- | ------------ | -------- |
| Estados Unidos | RIAA       | Ouro         | 896.000+ |
| Brasil         | ABPD       | Platina      | 70.000+  |

| Tabela musical (2009)          | Posição |
| ------------------------------ | ------- |
| Estados Unidos - Billboard 200 | 109     |

## Créditos
Lista-se abaixo os profissionais envolvidos na elaboração de Here We Go Again, de acordo com seu encarte. As canções do álbum foram gravadas em diversos estúdios dos Estados Unidos: Safe House Studios, Studio Wishbone, SuperSpy Studios, The Treehouse, Resonate Studios e The Jungle Room, todos localizados na Califórnia, exceto o primeiro, que fica na Carolina do Norte.
| - Composição - Demi Lovato, Isaac Hasson, Lindy Robbins, Mher Filian, Scott Cutler, Anne Preven, Jon McLaughlin, Gary Clark, E. Kidd Bogart, Victoria Horn, Nick Jonas, P.J. Bianco, John Mayer, Toby Gad, Adam Watts, Andy Dodd, Aris Archontis, Jeannie Lurie, Chen Neeman - Produção - John Fields, Aris Archonitis, Gary Clark, Adam Dodd, Adam Watts, Jeannie Lurie, Cheen Neeman, SuperSpy - Mixagem - Chris Lord-Alge, Paul David Hager, Aris Archonitis, Bob Clearmountain, John Fields - Programação - Isaac Hasson, Mher Filian, John Fields, Ken Chastain - Masterização - Dave McNair - Engenharia - SuperSpy, Simon Sampath-Kumar, Dorian Crozier, Jason Coons - A&R - Jon Lind - Vocais - Demi Lovato | - Vocais de apoio - Lindy Robbins, Jon McLaughlin, Nikki Flores, Nick Jonas, John Fields - Sintetizadores - Tommy Barbarella, Jon McLaughlin, Will Owsley, Isaac Hasson - Guitarra - Isaac Hasson, John Fields, Will Owsley, Jesse Astin, Nick Jonas, John Mayer - Bateria - Dorian Crozier, John Fields, Michael Bland, Nick Jonas - Percussão - Ken Chastain, John Fields - Baixo - Kenny Johnson, John Fields - Teclado - Mher Filian, John Fields - Piano - Jon McLaughlin - Maestro - Stephen Lu - Violoncelo - Matt Cooker, Richard Dodd - Violino - Eric Gorfain, Daphne Chen, Wes Precourt, Radu Pieptea - Viola - Lauren Chipman, David Sage |

## Histórico de lançamento
Here We Go Again foi distribuído primeiramente na Argentina, em 17 de julho de 2009, seguido dos Estados Unidos, no Canadá e na França em 21 de julho seguinte. No Brasil, seu lançamento ocorreu em 4 de agosto do mesmo ano e foi posto à venda sete dias depois na Oceania. Em 2 de outubro de 2009, o disco foi liberado nos Países Baixos e dois dias após no Reino Unido. Em 3 de março de 2010, foi lançado no Japão.
| País           | Data                   |
| -------------- | ---------------------- |
| Argentina      | 17 de julho de 2009    |
| Estados Unidos | 21 de julho de 2009    |
| Canadá         | 21 de julho de 2009    |
| França         | 21 de julho de 2009    |
| Brasil         | 21 de julho de 2009    |
| Nova Zelândia  | 11 de agosto de 2009   |
| Austrália      | 11 de agosto de 2009   |
| Taiwan         | 21 de agosto de 2009   |
| Itália         | 11 de setembro de 2009 |
| Finlândia      | 11 de setembro de 2009 |
| Dinamarca      | 11 de setembro de 2009 |
| Países Baixos  | 2 de outubro de 2009   |

| País          | Data                   |
| ------------- | ---------------------- |
| Bélgica       | 2 de outubro de 2009   |
| Suíça         | 2 de outubro de 2009   |
| Portugal      | 2 de outubro de 2009   |
| Noruega       | 2 de outubro de 2009   |
| Irlanda       | 2 de outubro de 2009   |
| Reino Unido   | 5 de outubro de 2009   |
| Alemanha      | 16 de outubro de 2009  |
| África do Sul | 16 de outubro de 2009  |
| Polônia       | 16 de outubro de 2009  |
| Espanha       | 24 de novembro de 2009 |
| Japão         | 3 de março de 2010     |